# STS-83
إس تي إس-83 (بالإنجليزية: STS-83)‏ الرحلة الثالثة والثمانون ضمن برنامج مكوك الفضاء لوكالة ناسا، والرحلة الثانية والعشرون على متن مكوك الفضاء كولومبيا، انطلقت الرحلة في 4 أبريل 1997 من مركز كينيدي للفضاء ، وهبطت بتاريخ 8 أبريل في مركز كينيدي للفضاء أيضاً، بعد أربعة أيام مكثتها الرحلة في الفضاء وقد تم قطع الرحلة والتي كان مقرراً أن تبقى في الفضاء مدة خمسة عشر يوماً بسبب مشاكل في خزان الوقود، كانت تحمل الرحلة مختبراً لعلوم الجاذبية لإجرآء مجموعة تجارب في الجاذبية، بلغ عدد الرواد المشاركين في الرحلة سبعة رواد.